# Anissa Makhlouf
Anissa Ahmed Makhlouf, née en 1930 et morte le 6 février 2016, est l'épouse du président syrien Hafez al-Assad et la mère de son successeur Bachar al-Assad.

## Biographie

### Origines et mariage
La famille de son père (Al Makhlouf) est originaire de la province côtière de Lattaquié. Anissa a un seul frère, Mohammed Makhlouf, et une seule sœur, Fatima Makhlouf. En 1957, elle épouse Hafez al-Assad, un lointain cousin issu comme elle de la minorité alaouite. Son père s'était pourtant d'abord opposé à ce mariage en raison de l'appartenance de sa fille au Parti nationaliste social syrien, tandis qu'Assad militait au Parti Baas arabe socialiste. La famille Makhlouf était par ailleurs issue de la bourgeoisie quand les Assad étaient bien plus modestes. Le jeune homme est alors lieutenant de l'armée de l’air et elle institutrice,.

### Première dame de Syrie

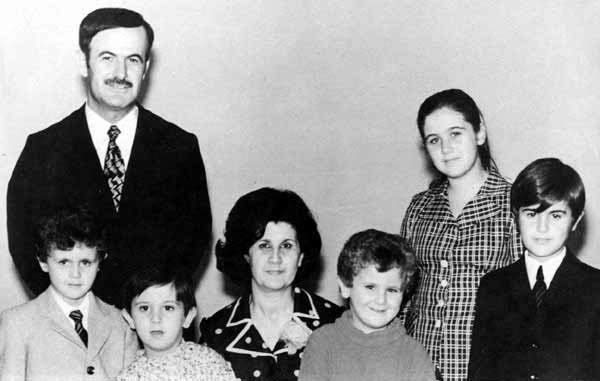
Le président Hafez al-Assad avec sa famille au début des années 1970.

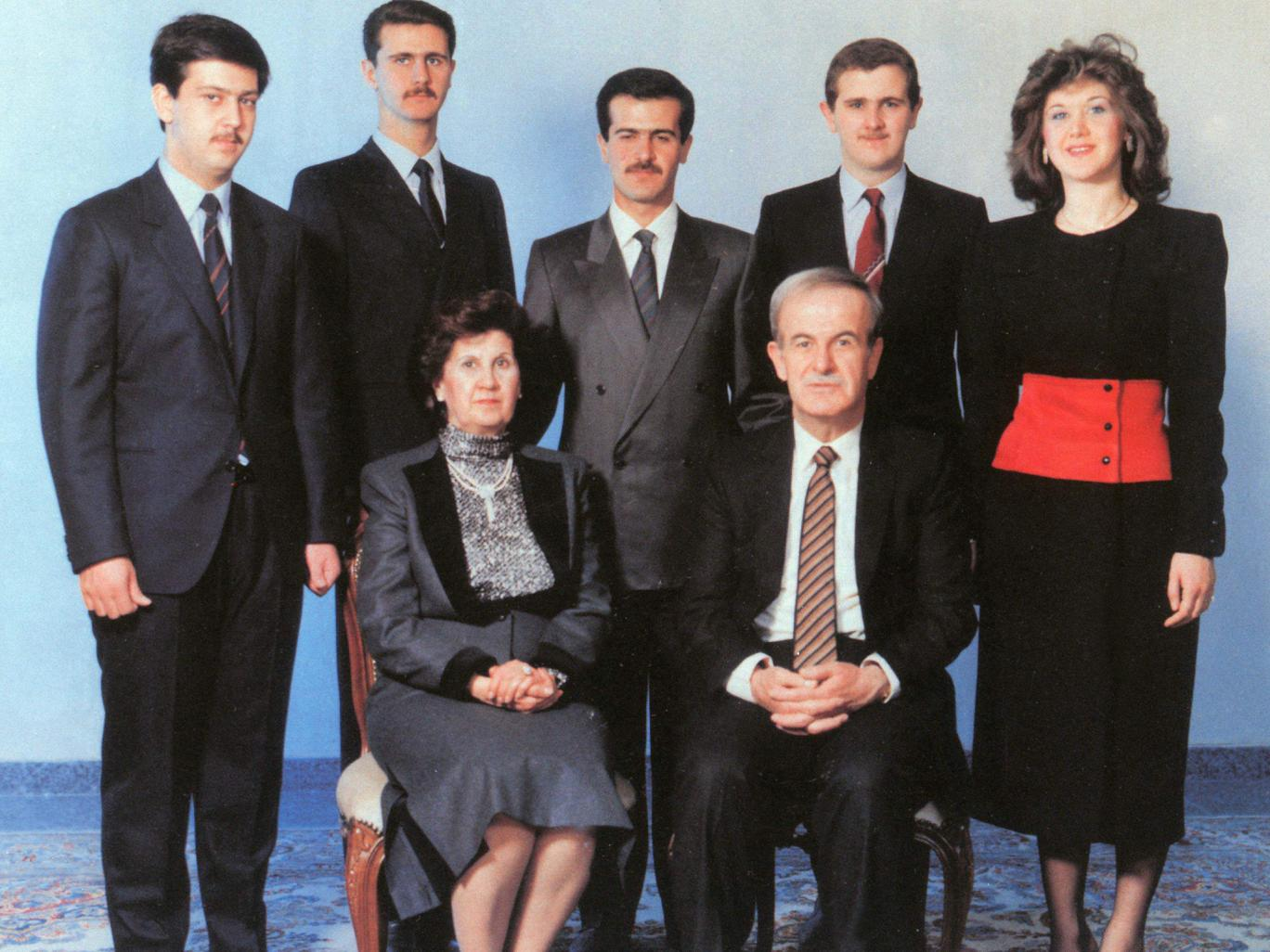
Anissa Makhlouf (assise, à gauche) et sa famille.

Alors qu'Hafez travaille beaucoup, elle l'assiste en s'occupant activement du foyer. Pieuse, elle lui donne cinq enfants (Bouchra, Bassel, Bachar, Majid et Maher) et s'occupe des repas. En 1970, il accède à la présidence du pays à la suite d'un coup d'État, dirigeant le pays de façon dictatoriale durant trois décennies. Comme Première dame, elle participe à quelques évènements officiels au début du mandat de son mari puis disparaît de la scène publique au début des années 1980 alors que la Syrie connaît un soulèvement islamiste. Elle visitait les orphelins de soldats morts mais n'accompagnait que rarement Hafez al-Assad à l'étranger lors des visites d'État. La famille présidentielle était alors un sujet tabou en Syrie. Influente au sein du cercle familial, elle est décrite en 1988 par le journaliste Patrick Seale comme une confidente du président, dévouée à sa famille, veillant à la discipline. La disparition de son fils et dauphin du régime Bassel en 1994 la rend dépressive. Bachar devient alors l'héritier,.

### Mère du président
Elle n'approuve pas le mariage de celui-ci avec Asma. « L’austère et impérieuse mère de Bachar, n’a en effet pas vu d'un bon œil cette femme belle, brillante et occidentalisée – sa parfaite antithèse – lui ravir son fils » note l'hebdomadaire Jeune Afrique. Qu'elle soit issue d'une famille sunnite joue aussi. Jusqu'en 2007, Anissa refusera même de lui abandonner officiellement le titre de Première dame de Syrie, Asma devant se contenter de celui de akilatu al raïs (« l’épouse du président »). Hafez al-Assad meurt en 2000 et Bachar lui succède. Sa mère demeure aussi influente dans le cercle familial que discrète publiquement, au point que le chercheur Salam Kawakibi la qualifie de « femme la plus secrète du monde ». Au début de la décennie, « le vrai gouvernement, en Syrie, était le conseil de famille » note Michel Duclos, auteur de La longue nuit syrienne. Y siègent Anissa ainsi que ses enfants Bouchra et Maher. Asma n'y a d'abord pas sa place ; au fil des années, elle réussira pourtant à conquérir son influence dans les sphères dirigeantes. Quoi qu'il en soit, au départ, Bouchra et Anissa s'allient pour influencer Bachar, contre Asma,.
Elle est la tante de Rami Makhlouf, symbole de la corruption du régime syrien dans les années 2000. Le clan Makhlouf, plus affairiste que le clan Assad, plus militaire, décroit en influence au cours de la décennie suivante. Anissa Makhlouf faisait jusqu'à sa mort la jonction entre les deux,.
En 2005, elle aurait vertement conseillé à son fils de maintenir la présence syrienne au Liban alors que Bachar al-Assad décidait de mettre fin à trois décennies de domination sur son voisin,
Dans le cadre de la guerre civile syrienne, elle est placée le 23 mars 2012 par l'Union européenne sur la liste de personnalités syriennes sanctionnées. Jouant un rôle d'éminence grise selon certaines rumeurs, elle aurait vivement invité son fils à réprimer l'insurrection. Au contraire, Patrick Seale estime qu'elle est âgée, malade et que Bachar n'est plus le novice qu'il était à son arrivée au pouvoir, dirigeant désormais le clan de lui-même alors que l'influence de sa mère a beaucoup décliné et que celle d'Asma a grandi,,.
En 2013, elle part pour Dubaï, rejoignant sa fille Bouchra qui s'y était installée un an plus tôt. Elle y vit quelque temps.

## Décès
Elle meurt le 6 février 2016 à Damas (Syrie) des suites d'une longue maladie.